# Utazás a Hold körül
Az Utazás a Hold körül (Autour de la Lune) Jules Verne francia író 1870-ben megjelent tudományos regénye, sci-fije, az 1865-ben írt Utazás a Holdba folytatása, befejezése.
A regényt folytatásokban közölte a Journal des débats politiques et littéraires lap 1869. november 4. és 1869. december 8. között. A könyv 1870. január 13-án jelent meg Autour de la Lune. Seconde partie de: De la Terre à la Lune (Utazás a Holdba, második rész: Földtől a Holdig) Pierre-Jules Hetzel kiadásában. A képekkel illusztrált változatoz 1872. szeptember 16-án adta ki Hetzel. A negyvennégy képet Emile Bayard és Alphonse de Neuville rajzolta, Henri Theophile Hildibrand metszette.
E két regény főhősei a szereplői az 1889-es Világfelfordulás (Sans dessus dessous) Verne regénynek is, ám annak története nem folytatása az előző kettőnek.
Az Utazás a hold körül megjelenését követően gyakran egy kötetben adják ki Verne két Hold művet, egyként hivatkoznak rá.

## Tartalom
Verne regénye a Különleges utazások sorozatban jelent meg, a kiadóval egyetértésben a kamasz fiúkat tekintették célközösségnek, a sorozat küldetése volt a kor tudományos információinak átadása. Az Utazás a Hold körül sorra veszi az elképzelt utazás kihívásait és bő terjedelemben mutatja be a kor tudását a hold keletkezéséről, a hold domborzatáról, a holdtengerek és hegyek elnevezéséről, valamint a Hold csillagászati megfigyelésének történetéről.
... a Gun Club lövedékében ülésező tudományos bizottság a legújabban észlelt tényekkel alátámasztott érvelése alapján egyhangú határozatot hozott a Hold lakható voltának kérdésében, miszerint: „Nem, a Hold jelenleg nem lakható.”

– Laktak-e hát valamikor élőlények a Holdon?

A kérdésre egyhangú „igen” volt a válasz.
|  | Alább a cselekmény részletei következnek! |

A baltimore-i Gun Club elhatározza, hogy lövedéket küld a Holdba. Az önként jelentkező francia, Ardan Mihály ajánlkozása után a lövedéket átalakítják, hogy emberek szállítására is alkalmas legyen. Három férfit – Barbicane, a klub elnöke, a küldetés sikerességében kétkedő Nicholl kapitány és Ardan Mihály – két kutya – Bolygó és Diana – társaságában 1865. december elsején 23:13:20-kor sikerrel kilőnek a klub e célra épített hatalmas, Columbiad nevű ágyújából.
A kilövés után magához térő utazók az alumínium falak felmelegedéséből jönnek rá, hogy úton vannak. Szinte alig hagyták el a Föld légkörét, amikor egy meteorit suhan el a közelükben. Rájönnek, hogy a kilövés hangját azért nem hallották, mert a hangsebességénél gyorsabban utaznak. Az indulás Bolygót annyira megviselte, hogy halálán van. Az első órák azzal telnek, hogy ellenőrzik a létfenntartáshoz szükséges eszközöket: az oxigén-fejlesztőt, a fűtést, az élelem és ivóvíz készleteket. Részletezett számolással ellenőrzik, elérték-e a kilövéskor szükséges sebességet – úgy tűnik, hogy nem. Ha igaz a két tudós számítása, akkor a lövedék el sem éri a Föld és Hold közti semleges pontot, hanem visszahullik a Földre.
Hamar kiderül, hogy az előző számítás hibás. Elbeszélgetnek az űr hőmérsékletéről, a Hold esetleges lakhatóságáról, majd a fenéklemezen levő ablakot kinyitva kidobják Bolygó tetemét. Szó esik a Nap hőmérsékletéről, a Nap és Hold fogyatkozásról. Felfedezik, hogy a kidobott Bolygó követi a lövedéket. Egyre zaklatottabb állapotba kerülnek az oxigén túladagolása miatt, de úrrá lesznek a helyzeten. Rádöbbennek, hogy nem tervezték meg, hogy térnek vissza a Holdról – de ezt nem is tekintik valódi problémának, bíznak a Hold-lakók vendégszeretetében és a Földön maradt klubtagok találékonyságában.
Áthaladnak azon a ponton, ahol a Föld és Hold gravitációja kioltja egymást, ezt hosszabb matematikai és fizikai fejtegetést követően súlytalanság állapotában elkövetett vidámkodással ünneplik. Lassan közelednek a Holdhoz, de a lövedék ablakain át végzett megfigyelések egyre nyilvánvalóbbá teszik, a lövedék célt tévesztett és nem fog becsapódni a Hold felszínébe. Okként az indulást követő meteorit találkozót vélik, amely minimális mértékben, de módosíthatta az egyébként hibátlanul megvalósított kilövést.
Hosszú fejezeteken, órákon át figyelik meg a Hold közeledő, majd távolodó felszínét, Verne minden ismert krátert és csillagászt bemutat. A két tudós közben azon vitatkozik, hogy parabolikus vagy hiperbolikus pályán haladnak. Ardan tökéletes példája a tudomány mélysége iránt nem igazán érdeklődő embernek, aki viszont meglátja a világ, ez esetben a Hold szépségeit és fantasztikusabbnál fantasztikusabb ötletekkel és elgondolásokkal rukkol elő próbára téve Barbicane és Nicholl türelmét.
A lövedék elhalad a Hold másik, Földről nem látható oldala felett is, itt Verne szabadjára engedi képzeletét. Amikor a Hold a lövedék és Nap közé kerül, teljes sötétségbe kerül a lövedék, ki is hűl, a fűtés nem birkózik meg a hideggel. Váratlan meteor-robbanás világítja be a Holdat, ez ad lehetőséget a még soha nem látott terület megfigyelésére. Az utazók a Hold lakhatósága felett vitatkoznak.
Számot vetve helyzetükkel arra jutnak, hogy vagy örökké a Hold körül fognak keringeni, vagy nehezen kiszámítható idő, mire a Holdba csapódnak. Ardan zseniális ötlete, használják pályamódosításra a landolási sebesség csökkentésére szánt rakétákat, felcsillantja a reményt, hogy visszatérhetnek a Földre. Az ötlet bevált. A lövedék december 14-ről 15-re virradó éjszaka becsapódik a Csendes-óceánba.
Az utazók szerencséjére egy kutató-hajó észleli a becsapódást. Őrült verseny kezdődik az idővel, hogy kiemeljék az óceán fenekére süllyedt lövedéket. Bár a helyet bójával jelölik meg, de a kiemelő darut, a két kilométernél mélyebb kutatásra alkalmas eszközöket meg kell tervezni, meg kell építeni. A Gun Club minden tagja részt vesz a munkában. Minden erőfeszítés ellenére, reményüket vesztve, december 29-én fel kell adniuk a keresést.
A visszaúton egy éles szemű matróz észrevesz egy lebegő tárgyat, a lövedék az! A teljes lövedék fajsúlya könnyebb, mint a víz, így hiba volt az óceán fenéken keresni.
A három utazó Amerika hőse lesz, egész országra kiterjedő ünneplés veszi kezdetét.
|  | Itt a vége a cselekmény részletezésének! |

## Fejezetek
Bevezetés, amely e mű első részének összefoglalása s egyben a második rész előszava is 
1. Este tíz óra húsz perctől tíz óra negyvenhét percig
2. Az első félóra
3. Az utasok berendezkednek
4. Egy kis algebra
5. Hideg világűr
6. Kérdések és feleletek
7. Furcsa részegség
8. A 78 114. mérföldön
9. Az eltérülés következményei
10. Akik a holdat megfigyelték
11. Képzelet és valóság
12. Helyrajzi megfigyelések
13. Holdbéli tájak
14. Háromszázötvennégy és fél órás éjszaka
15. Hiperbola vagy parabola?
16. A déli félteke
17. A Tycho[3]
18. Nehéz kérdések
19. Küzdelem a lehetetlennel
20. A Susquehanna mélységméréseket végez
21. J. T. Mastont visszahívják
22. A mentés
23. Végszó

## Szereplők
- Impey Barbicane, a Gun Club elnöke, lövedék-utas[4]
- Nicholl kapitány, lövedék-utas[4]
- Michel Ardan, lövedék-utas[4]
- Diana, kutya, lövedék-utas
- Bolygó, kutya, lövedék-utas
- Jonathan Blomsberry, a Susquehanna naszád kapitánya, Blomsberry ezredes unokaöccse
- Bronsfield, hadnagy a Susquehanna naszádon
- Cyrus Field igazgató
- J. T. Maston, a Gun Club tagja, örökös titkár[4]
- Willcome, a Gun Club tagja
- Blomsberry ezredes, a Gun Club tagja[4]
- Elphiston őrnagy, a Gun Club tagja[4]
- Bilsby, a Gun Club tagja[4]
- J. M. Belfast, a cambridge-i csillagvizsgáló igazgatója[4]
- Murchinson mérnök a Goldspring alkalmazásában

## Értékelés
„... a legtöbb Verne-regényre álló eredetiség, hogy tudósok, ágyútervezők, utazók és csillagászok társasága is lehet érdekes milieu. Ez teszi lehetővé a regény saját alapötletét s ezzel az érdekes mesét; a meséből megint újabb eredeti milieuk következnek (a csillagvilág és a lövedék belseje). Ezekben az újfajta milieukben tombolja ki magát szerzőnk képzelete. A leghatásosabb végletek szezám-ajtói nyílnak meg előtte. A lövedék utasai ablakukon keresztül lésújtóan fönséges látványt élveznek: az egész csillagvilág az övék arra a pár órára, ameddig életük biztosítva van. Másfelől átadhatják magukat a «kuckó-költészet» gyönyörének: a végtelen űrben le van kerekítve számukra egy kicsi zug, a Columbiád belseje, ez a puha, rejtelmes fészek. Nemcsak a szerelemnek, a családi érzésnek, a hazafiúi lelkesedésnek van hangulatárasztó ereje, hanem a környezetnek is. Legismertebb formája ennek a hajtásnak az ú. n. természetérzék. De a megszokott folyó látványánál sokszorosan erősebb hangulatrajokat csal ki az Amazon vagy az Orinoco látása, vagy csak nevük említése is. Verne regényeinek egy része az útleírás vagy pláne a térképnézés hangulataiból táplálkozik. Minden utazási irodalom hangulata két főforrásból csurog: a helyváltoztatás s az ismeretlen vidék egzotikumából és a járóműhöz fűződő ragaszkodásunkból. Az úti regény hőse nem mindig az út célja vagy környéke, hanem sokszor a postakocsi, a Jangada, a gőzház. Az út célja lehet akármi, az utazás célja maga az utazás.”

– Hankiss János

## Érdekességek
- Az egyenlítőnél, az északi szélesség 5. és a nyugati hosszúság 25. fokán van a Nyugalom tengere, a Mare Tranquillitatis,[6] 99 évvel később itt ér Holdat az Apollo–11.
- Rendkívül kedvezőek voltak tehát a körülmények, hogy tisztázzák a nagy kérdést: lakható-e a Hold? De Barbicane sem oldhatta meg a nagy rejtélyt. Nem látott mást, csak óriási, puszta síkságokat, észak felé pedig kopár hegyeket. Emberi kéz művének sehol sem látszott nyoma. Nem voltak romok sem, amelyek arról tanúskodtak volna, hogy valaha emberek éltek itt. Nyájakat sem látott, ami legalább valamely alsóbbrendű életre mutatott volna. Sehol semmi mozgás. Növényzetnek semmi nyoma. A Földre jellemző állat-, növény- és ásvány világból a Holdon csak az egyik: az ásvány világ jelenléte volt észlelhető.[7]
- A lövedék a szélesség 27° 7’-én és a nyugati hosszúság 5° 7’-én[8] tért vissza. Ez a koordináta é. sz. 27° 07′ 00″, ny. h. 41° 37′ 00″27.116667°N 41.616667°W az Atlanti-óceán közepére esik. Ennek oka, hogy a könyv írása idején még nem volt egységesítve a Földrajzi koordináta-rendszer. Verne regényeiben általában a párizsi kezdőkörű koordináta rendszert használta, ebben a regényében azonban nem, itt Washingtonon halad át a kezdőkör, a helyes koordináta: é. sz. 27° 07′ 00″, ny. h. 118° 37′ 00″27.116667°N 118.616667°W. Az Apollo–15 visszatérő egysége alig egy tucat kilométerrel nyugatabbra landolt.
- Ezzel magyarázható az a határozott érdeklődés, amellyel a közvélemény röviddel az utasok visszatérte után fogadta azt a közlést, miszerint százezer darab, egyenként ezer dollár névértékű részvény kibocsátásával százmillió dollár alaptőkéjű részvénytársaság alakult, amelyet Bolygóközi Nemzeti Közlekedési Vállalat néven jegyeztek be. Elnök: Barbicane; alelnök: Nicholl kapitány; szervező titkár: J. T. Maston; forgalmi főnök: Michel Ardan.

Az amerikaiaknak azonban vérükké vált, hogy üzleti dolgokban minden eshetőséggel, még a csőddel is számolni kell – ezért a cégalapítással egyidejűleg, Henry Trollope és Francis Dayton személyében a bírói kiküldöttet, valamint a csődtömeggondnokot is kinevezték.
- Ardan Mihály neve Nadar anagrammája. Nadar Verne egyik legjobb barátja volt, a repülés iránti szenvedélyük kötötte össze őket, mindketten hitték, hogy a repülés jövője nem a kor léggömbjének fejlesztett változata, hanem a levegőnél nehezebb megoldás.
- 1880-ban a The Pall Mall Gazette Verne Columbiadját „űrhajóként” írta le – ez az űrhajó szó első bizonyítható említése. John Jacob Astor – a negyedik, aki a Titanic elsüllyedésekor vesztette életét – 1894-ben írt Utazás más világokba fantasztikus regényében szerepelt először az "űrhajó emberi személyzettel" (a manned spacecraft) kifejezés.
- Az első német nyelvű kiadást a Légrády testvérek adták ki Pesten 1873-ban Reise um den Mond címmel.[10]
- Verne másik űrregénye a Hector Servadac.
- A túladagolt oxigén fontos szerepet kap Verne Ox doktor hóbortos ötlete (1872) novellájában is.
- Számos Verne műben kap szerepet kutya: Hatteras kapitány, A tizenöt éves kapitány, A Szahara tengere, Jégszfinx, Senki fia, Híjj-zutty, A Jonathan hajótöröttei.

### Tévedések és igazságok
Jules Verne korának legújabb fizikai, kémiai és csillagászati eredményeit használta fel a regény írásához. Ezek közül jónéhányat megcáfolt a tudomány.

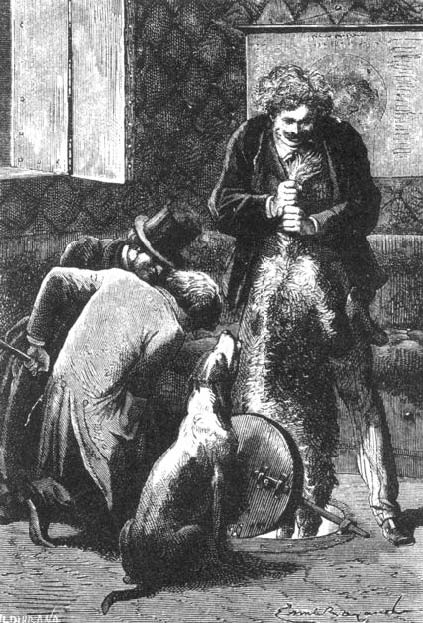
Bolygót kidobják.

- Ablaknyitás az űrben. Az ablak pillanat alatt megfordult a zsanérokon; Michel kidobta a kutyát. Alig illant el néhány molekulányi levegő. A művelet oly jól sikerült, hogy Barbicane később a fülkében levő hulladékokat is bátran kidobhatta.[11]
  - A kinyitott ablakon át a lövedék összes levegőjének és rögzítetlen tárgyának ki kellett volna szöknie.
  - Nem maradt volna belégzésre alkalmas levegő (a lövedék belső nyomása sem lett volna elég a belélegzéshez).
  - A levegő szinte teljes eltűnése elviselhetetlen hideget okozott volna a lövedéken belül. ... kívül borzalmas hideg van. Elevenen megfagyunk, ha beengedjük a kinti hideget.[11] De ennek ellenére ablakot nyitottak és nem fagytak meg.
  - A kidobott tárgyak követik a lövedéket. Száz évvel később az Apollo-11 legénysége is észrevette, hogy egy tárgy távolról követi őket, a Saturn V három fokozatú, folyékony hajtóanyagú óriásrakéta harmadik fokozatából az az elem, amely összekapcsolta a szervizmodullal, levált, és követte az űrhajót.
- A Nap és a benti hőmérséklet. Verne helyesen írja le, hogy amikor a Nap süti a lövedéket, abban a levegő felmelegszik, illetve a napsütés hiányában kihűl. Azonban a lövedék nem képes a levegő hűtésére, amelyre szükség volna. Fűtés ugyan létezik, de az alumínium burkolatú lövedék gyakorlatilag hőszigetelés nélkül készült.

- Igen! Igen! – kiáltott fel. – Repülünk! A lövedék forró falai ontják ezt a fullasztó meleget! A légrétegekkel való súrlódás hevítette fel a lövedéket! Meglátjátok, nemsokára alábbszáll a hőmérséklet, mert már az űrben repülünk! Most csaknem megfulladunk a melegben, de hamarosan metsző hideg lesz idebenn!
... a hőmérséklet fagypont alatt 17°-ra süllyedt. Barbicane most már minden takarékoskodás ellenére kénytelen volt a gázt nemcsak világításra, de fűtésre is igénybe venni. A lövedék belsejében elviselhetetlenné vált a hideg.
Hol elvakít bennünket a fény, s majd elolvadunk a melegben, akár a pampák indiánjai, hol meg vaksötétségbe merülünk, és sarkvidéki hidegben fagyoskodunk, mint az eszkimók.
- 140° Celsius fagypont alatt! – mérik meg a kinti hőmérsékletet egy űrbe kilógatott Walferdin-rendszerű csöpögtető hőmérővel. A világűr nagy részében uralkodó hőmérséklet 2,7 °K, azaz −270 °C.

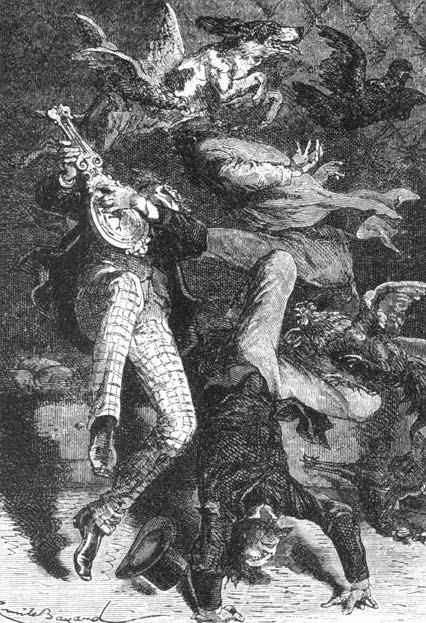
Az őrjöngés pillanata.

- Gravitáció és semleges pont. Verne, korának megfelelő fizikai ismeretei alapján, úgy vélte, hogy a lövedékben a Föld gravitációs ereje a meghatározó az út azon pontjáig, ahonnan a Hold vonzereje lesz az erősebb.
  - A lövedék röppályája a Föld és a Hold között ívelt. A Földtől való eltávolodás folyamán a földi nehézkedési erő a távolság négyzetének fordított arányában csökkent: ugyanakkor azonos arányban nőtt a Hold vonzóereje. A lövedéknek el kellett tehát érkeznie egy pontra, ahol a két vonzóerő semlegesíti egymást: ezen a ponton a lövedéknek nem lesz semmi súlya. Ha a Hold és a Föld tömege egyenlő volna, ez a pont a két égitest közötti távolság felénél lenne. A két égitest tömegének különbségét szem előtt tartva, könnyű kiszámítani, hogy ez a pont az út 47/52 részén van; számban kifejezve 78 114 mérföld távolságban a Földtől.[15]  Verne a könyvben a francia mérföldet (lieu) használja, amely 4 452 méternek felel meg. Barbicane és Nicholl számításaiban a Hold és Föld tömegének aránya 1/81 (0,01234567), ami pontatlan, a Föld tömege 5,9736·1024 kg, a Holdé: 7,347673·1022 kg, e kettő hányadosa 0,01230024. Érthető módon az akkor ismert adatokkal pontosan számolnak, a valódi adatok ismeretében az eredményeik rosszak.
  - Az utazók azt állítják, hogy ha a lövedék teljesen elvesztené sebességét a semleges vonalnál, akkor Ez esetben örök időkig ezen a ponton lebeg, mint Mohamed állítólagos koporsója a zenit és a nadír között.[15] Ez akkor lenne igaz, ha sem a Föld, sem a Hold nem mozogna. De mindkettő saját pályán halad, így a semleges pont hamar elmozdulna, és a lövedéket a tömegvonzás mozgatná. Ahhoz, hogy örökre azonos távolságra keringjen a lövedék a Föld és a Hold között, ahhoz az kellene, hogy a lövedék az L1 Lagrange-pontban legyen, ám ez a pont is instabil.
  - Jules Verne hősei csak a földi és a holdi gravitáció közötti egyensúlyi ponton tapasztalják meg a súlytalanságot.[15] A lövedékre, miután elhagyta az ágyú csövét, illetve a Föld légkörét, már nem hat gyorsító erő – ezért követi a kidobott kutya teteme a lövedéket –, ezért a lövedékben tartózkodóknak nulla gravitációban kell lenniük az út teljes időtartama alatt.
- Miguel Ardan szerepe. Verne Ardannal alkotja meg visszatérő hőstípusát, aki francia, szellemes, okos, soha nem veszti el hidegvérét és mindent képes megoldani. Ő kérdez és értetlenkedik az olvasó helyett.
  - Ő az, akinek eszébe jut a Holdra szállás tompítására felszerelt rakéték használata a Földre való visszatéréshez. Fel kell használnunk a rakétáink visszalökő erejét! ... Gondoljátok meg, barátaim, hogy a lövedék mostani helyzetében, amikor még mindig ferdén áll a holdkoronghoz, rakétáink esetleg úgy módosíthatnák az irányát, hogy eltérítik a Holdtól, ahelyett hogy közelebb vinnék hozzá.[16]
  - A két tudós férfiú helyett Ardan sugallja annak lehetőségét, hogy a holdkráterek és azok körüli repedések valójában meteorit-ütközések következményei, ezt az elméletet műveltebb társai gyorsan elvetik, akik anélkül, hogy valóban érveket adnának ellene, korlátozzák magukat fenntartani, hogy ezek a kráterek az ősi vulkánok aktivitásának és változásoknak köszönhetők hőmérsékleti sokkok, az akkori hiedelmek szerint.

Elég, ha annyit mondok, hogy ez egy óriási, csillag alakú bevésődés, és hasonlít ahhoz a rajzolathoz, amely akkor keletkezik, ha egy golyó vagy kavics nekikoccan az ablaküvegnek.
- Na jó! – mondta Barbicane mosolyogva. – De hol az a hatalmas kéz, amely oly erővel képes a kavicsot hajítani, hogy ekkora repedéseket okoz?
- A kéz nem fontos – felelte Michel, akit nem lehetett zavarba hozni. – A kő pedig, tegyük fel, egy üstökös volt.
- Végül a lövedék a Föld légkörébe belépve elégett volna. Ha nem is égett volna el, az óceánba csapódáskor megsemmisült volna, az ütközést a három hős nem élte volna túl.

### AzApollo–8, azApollo–11és Verne
Az Apollo-8 volt az első embert szállító űrhajó, amely megkerülte a Holdat, az Apollo-11 pedig az első, amely leszállt a Holdon.
- Az Apollo–11 történelmi útja során megemlítették Verne nevét. A parancsnoki űrhajó neve megegyezett a regényben szereplőével.[17] A visszaúton Neil Armstrong emlékezett meg Vernéről. Száz éve, Jules Verne regényt írt a Hold utazásról. Az ő űrhajója, a Columbia [sic!] Floridából emelkedett fel és a Csendes-óceánban landolt, miután sikerrel teljesítette küldetését. Úgy tűnik, hasonló módon jár el a mai idők Columbiája legénységével, amikor holnap visszatérünk a Földre valahol a Csendes-óceánban.[18]
- Verne ágyúját hívták Columbiadnak, az Apollo-11 parancsnoki modult (Apollo CSM) pedig Columbiának. Ez utóbbi név az amerikai fővárost Washington D. C.) magába foglaló District of Columbia terület neve, a D. C. feloldása. Így oldották meg, hogy az amerikai főváros egyetlen tagállamához sem tartozzon.
- Az űrhajó személyzete három emberből állt (Barbicane, Michel Ardan és Nicholl kapitány), ahogy az Apolló-11 küldetésben is (Neil Armstrong parancsnok, Michael Collins, a parancsnoki modul pilótája és ifjabb Edwin E. Aldrin holdkomppilóta) hárman vettek részt.
- A lövedéket a regényben Floridából, a mai Tampa területéről (é. sz. 27° 07′ 00″, ny. h. 82° 07′ 00″27.116667°N 82.116667°W) lövik ki, az összes Apollo küldetés a floridai Cape Canaveralból (é. sz. 28° 23′ 49″, ny. h. 80° 36′ 20″28.396837°N 80.605659°W) indult.
- A könyvben szereplő repülés költsége, átszámítva 1969-os értékre, 12,1 milliárd dollár, a Holdat először megkerülő Apollo–8 összköltsége 14,4 milliárd dollár volt.
- A könyvben szereplő hajó és az Apollo rakéta is az amerikai haditengerészet hajóiból előállított anyagokból készült.
- A Columbiad lövedék acél helyett az akkoriban elterjedt alumíniumból készült, az Apollo-11 Columbia modulja főként alumíniumötvözetekből készült.
- A regény eredeti címe tartalmazza a szerző becslését az utazás időtartamáról: 97 óra 20 perc, ami 4 nap, 1 óra és 20 perc. Az Apolló-8 útja 6 nap 3 óra 0 perc 42 mp hosszú volt.
- Verne lövedéke és az Apollo űrhajók összehasonlítása

|                   | magasság | átmérő | beltér      | tömeg        |
| ----------------- | -------- | ------ | ----------- | ------------ |
| Verne             | 3,66m    | 2,74m  | kb. 15,00m3 | kb. 8 731 kg |
| Holdkomp          | 6,37m    | 4,27m  | 6,65m3      | 10 149 kg    |
| Parancsnoki modul | 11,00m   | 3,90m  | 6,20m3      | 14 104 kg    |

### Nuits-Saint-Georges[22]
Az Apollo–15 az Apollo-program kilencedik repülése volt, egyben a negyedik olyan, amelynek során űrhajósok szálltak le a Holdra. Dave Scott parancsnok és Jim Irwin holdkomppilóta a küldetés 13 napos idejéből három napot tartózkodott a holdfelszínen, négy holdsétát végezve.

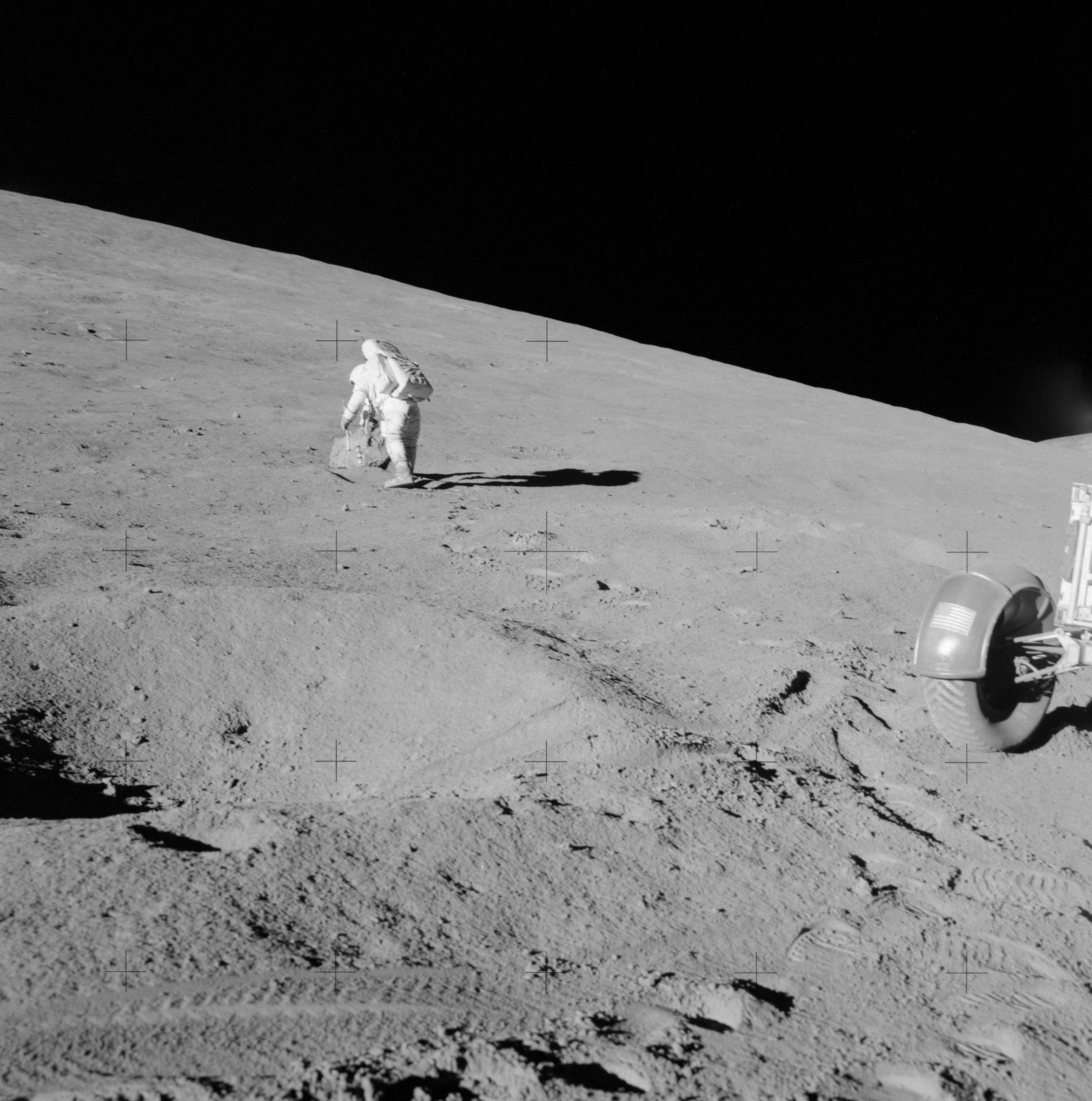
Dave Scott a második geológiai állomásnál a Hadley-hegy oldalában vagy a St. George kráter északkeleti peremén.

Dave Scott: Cape-n gyakran tartottunk vacsora után geológiai megbeszélést. Egyszer Jack Schmitt volt a középpontban. Tudjátok, miért így hívják a Szent György-krátert? Azon az estén arról beszélgettünk, hogy mit találhatunk ennél a kráternél – anortozitot vagy bármi mást. És Jack heves vitába keveredett valakivel. Elfelejtem, kivel, Lee Silverrel vagy Gordon Swannal vagy valaki mással. Amikor Jack sarokba szorul, akkor bedobja a "fogadjunk" megoldást. "Mibe szeretnél fogadni?" – "Fogadjunk, egy üveg borban!" – "Rendben, fogadjunk egy üveg borban, de milyenben?" És akkor valaki azt mondta: "Tudtad, Jules Verne egyik szereplője (Michel Ardan) egy üveg Nuits-Saint-Georges bort vitt a Holdra? Miért nem nevezzük el a krátert Jules Verne után? És így lett St. George."
Dave Scott: Az ilyenek teszik a geológiát élővé. ... Hogyan tanultuk meg, miként legyünk kvázi geológusok a Holdon? Az ilyen dolgok segítségével. Hogyan felejthetném el, hogy Schmittnek ezt az érvelését a Szent Györggyel anortozitjáról? Elfelejthetetlen. Amikor Szent György környékén járok, van egy szellemi kampó, és azon a kampón lóg egy üveg bor. És hogy teljes legyen a történet, miután a küldetés véget ért, kaptam egy csomagot George Low-tól. A csomagban egy üveg Nuits-Saint-Georges parafa dugója volt, a bort azon az éjszakán fogyasztotta, amikor a Holdra szálltunk, és aláírta. Nem rossz, mi?"
A folyóirat (Apollo-15 Lunar Surface Journal) munkatársa, Harald Kucharek megjegyzi, hogy Nuits-Saint-Georges falu indokoltan büszke a Holddal való kettős kapcsolatára. Egy 2001-es e-mail üzenetben Dave Scott elmondja, hogy Jimmel és Al Wordennel látogatást tettek az 1971-ben a városba. Dave azt írja, hogy Nuits-Saint-Georges "csodálatos kisváros, csodálatos borral, csodálatos ételekkel és csodálatos emberekkel !!!" Azt mondja, hogy "élvezhették munkánk gyümölcseit"(és megtisztelték) ... megtisztelték azzal, hogy Nuits díszolgárává tették őket. Csak azt kívánom, bárcsak visszamehetnénk egy újabb fordulóra !!!

## Émile Bayard és Alphonse de Neuville illusztrációi
A képaláírások a Franklin Irodalmi és Nyomdai Rt. (1923) ötödik képes kiadásából származnak betűhűen.

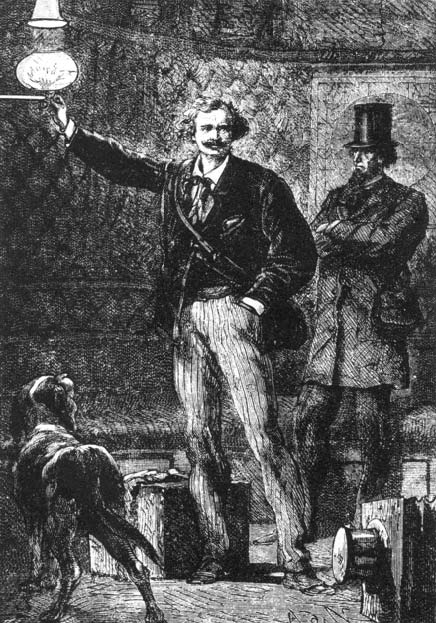
Meggyújtá a gázt.
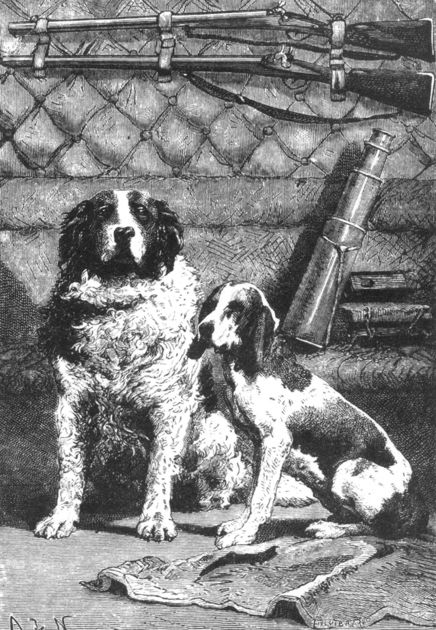
Diána és bolygó.
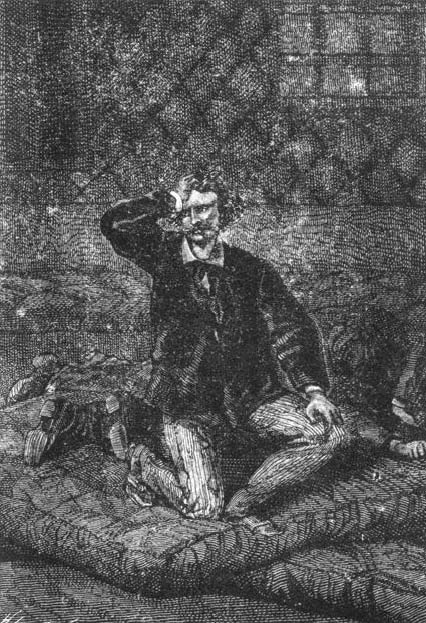
Sikerült térdre állnia.
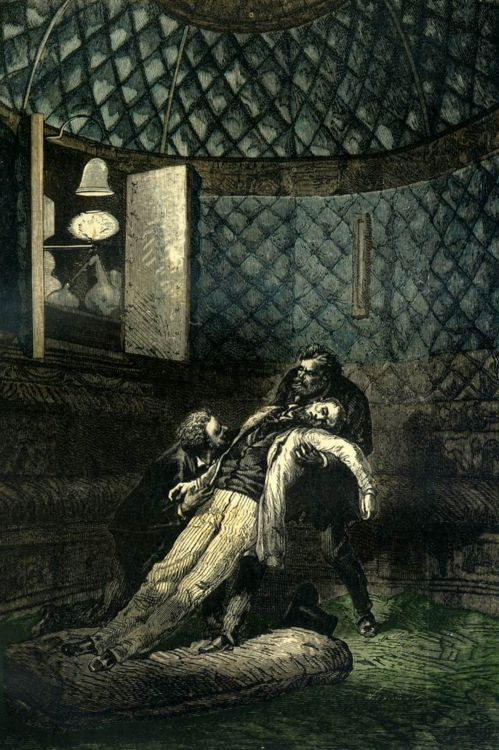
Ráfektették a pamlagra.
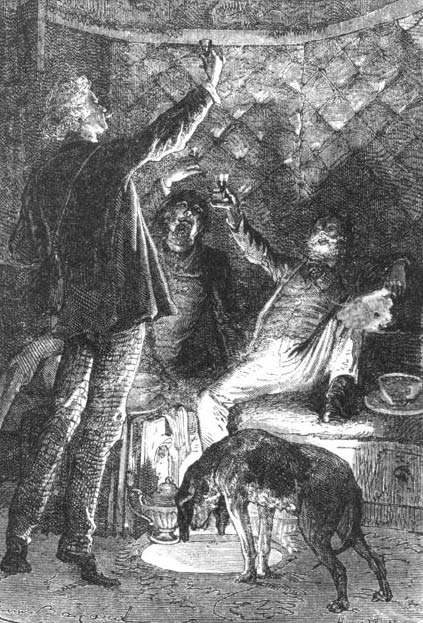
Kinyitották a fenékablakot.
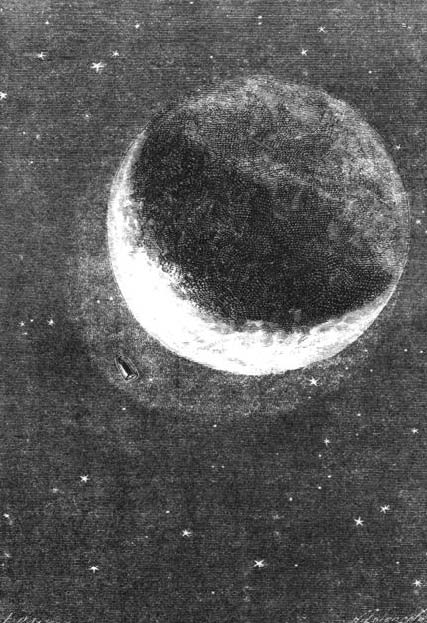
Néhányszáz méter távolságban haladt el.
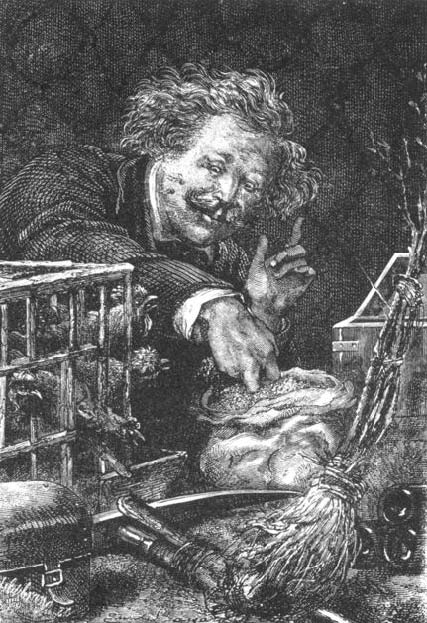
Ardan Mihály eteti a majorságot.
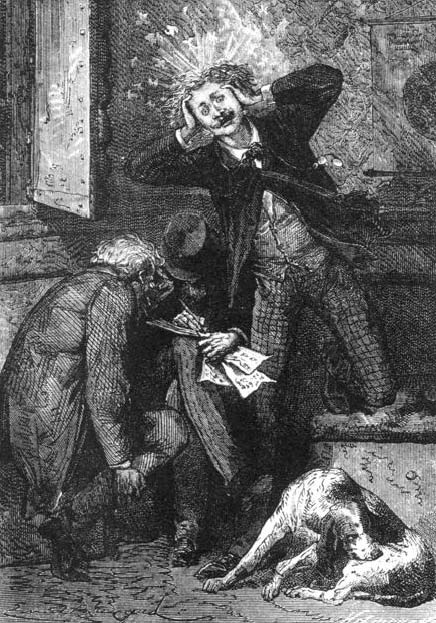
Ég felé áll tőle minden szála a hajamnak.
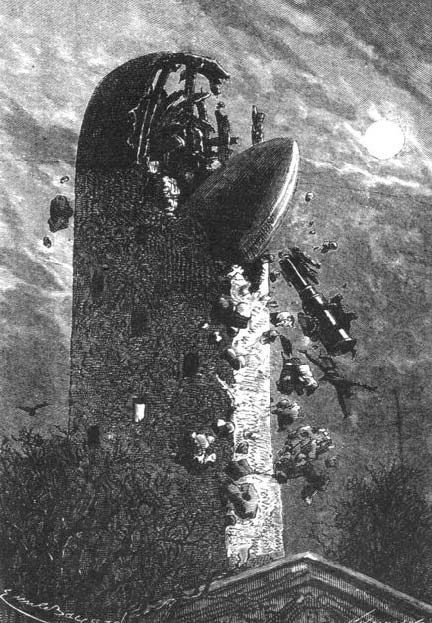
Mivel ajándékozná meg Ardan a cambridgei observatoriumot.
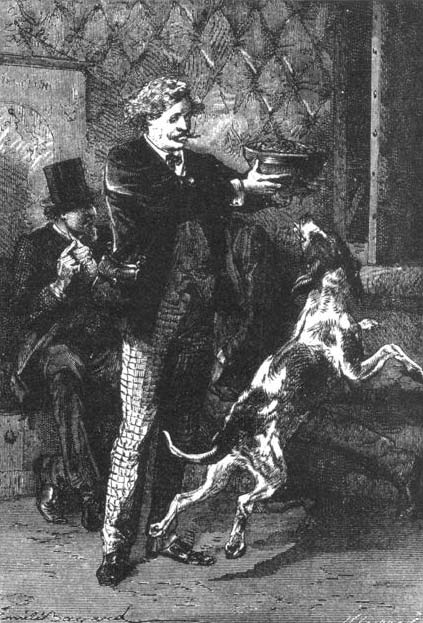
Diána öröme.
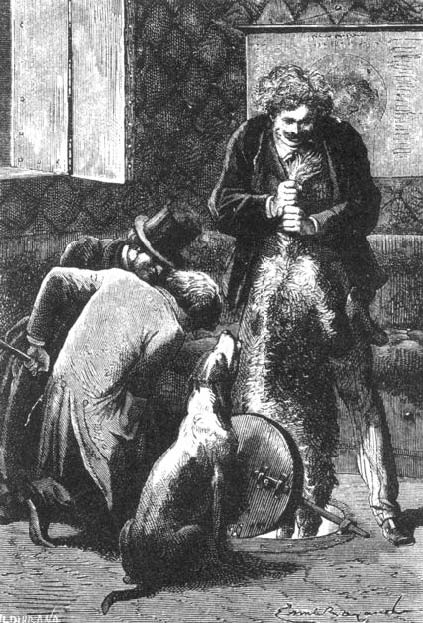
Bolygót kidobják.
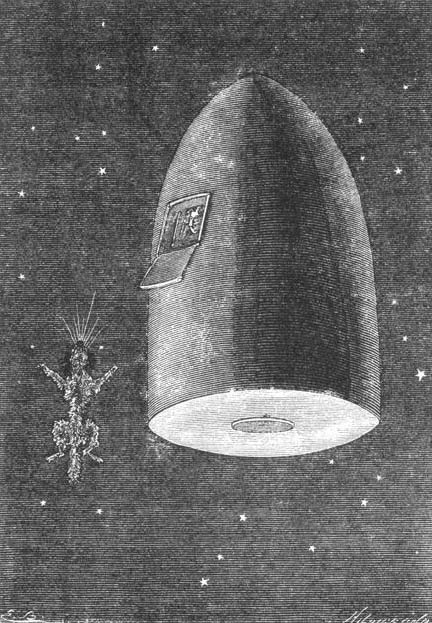
A repülő kutya.
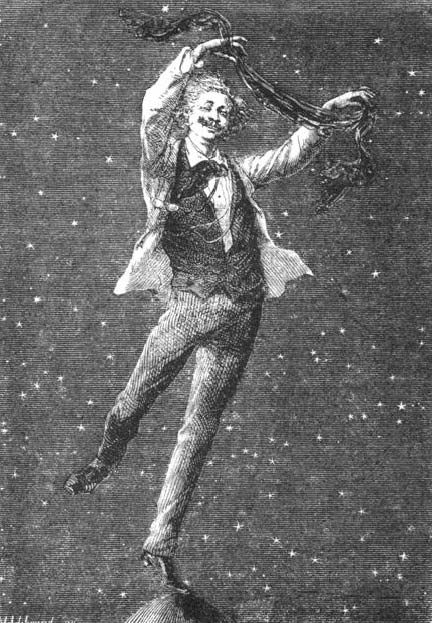
Ardan Mihály, mint égitest.
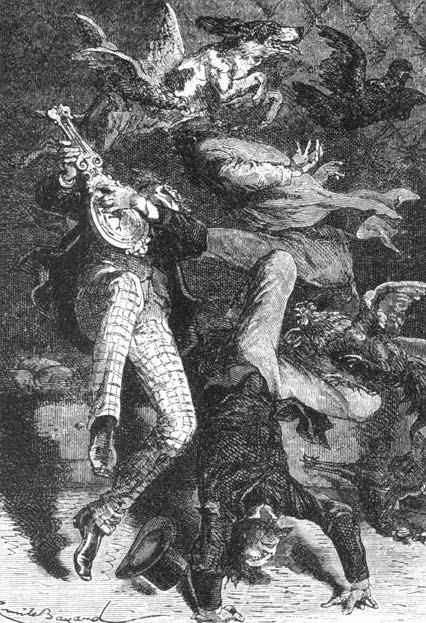
Az őrjöngés pillanata.
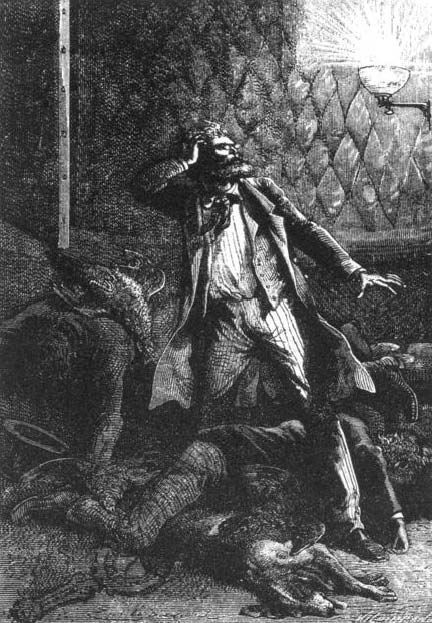
Az oxigén.
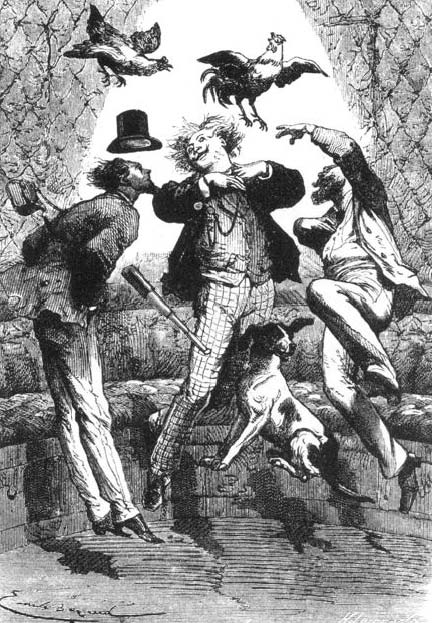
A mennybemenetel képe.
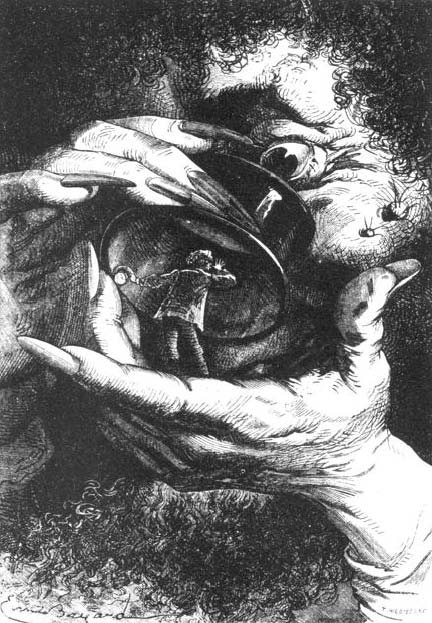
Óriás és törpe.
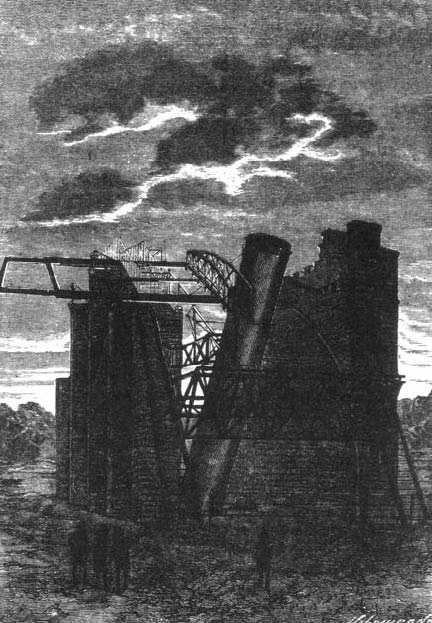
A Ross-féle teleszkóp.
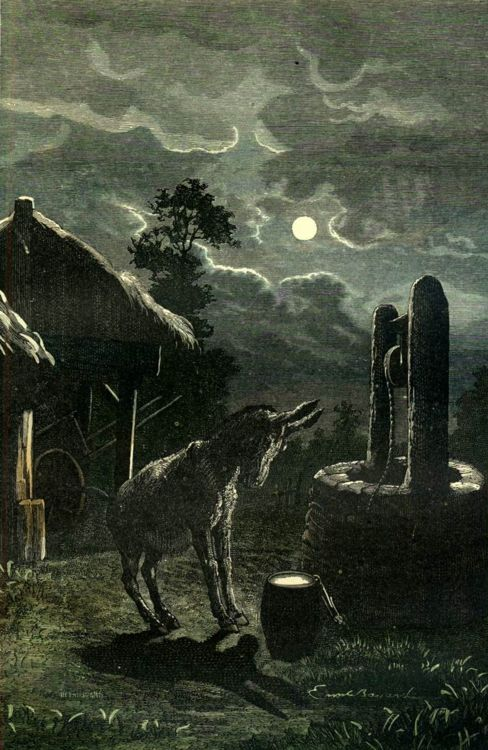
A szamár és a Hold.
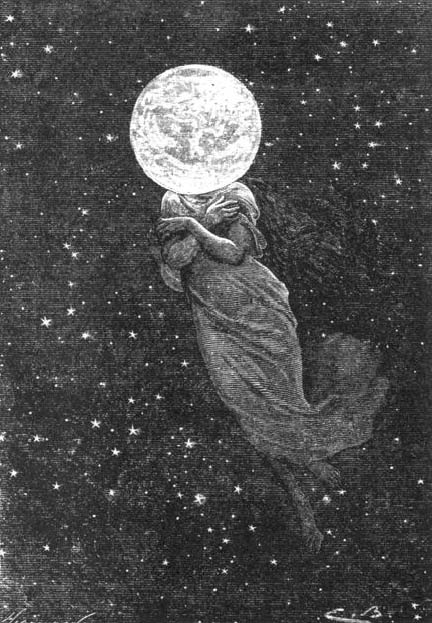
Jupiter leánya.
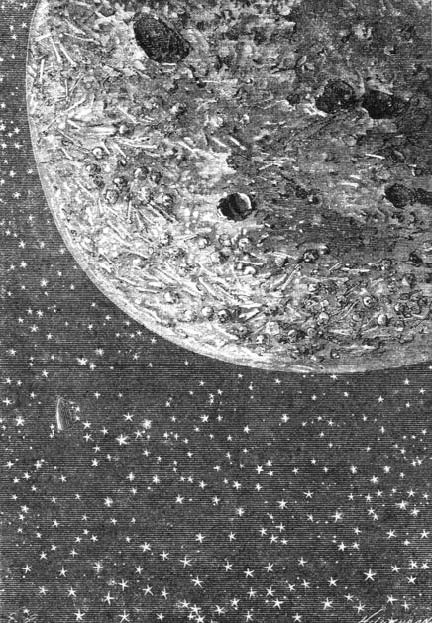
A Hold.
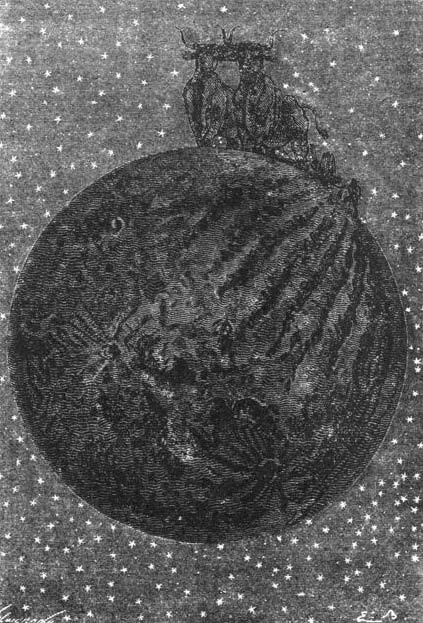
A Hold lakói így látszanak.
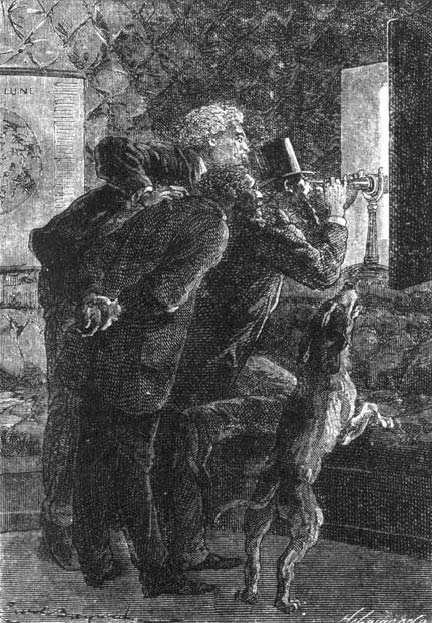
Nézték – Nézték a Holdat.
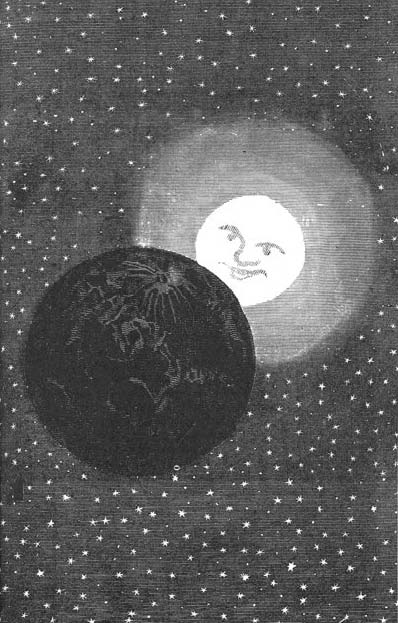
Napfogyatkozás a Holdban.
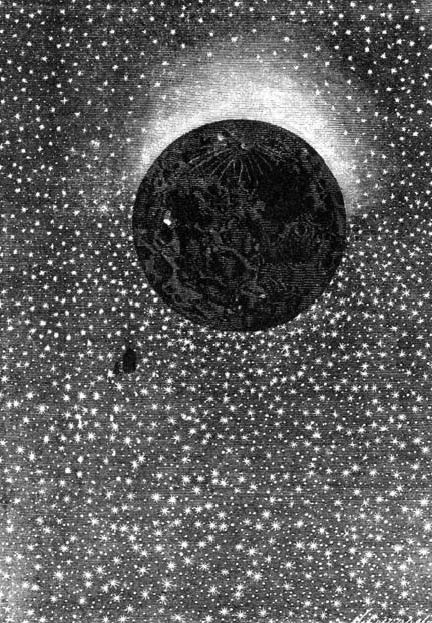
Páratlan volt a csillagok ragyogása.
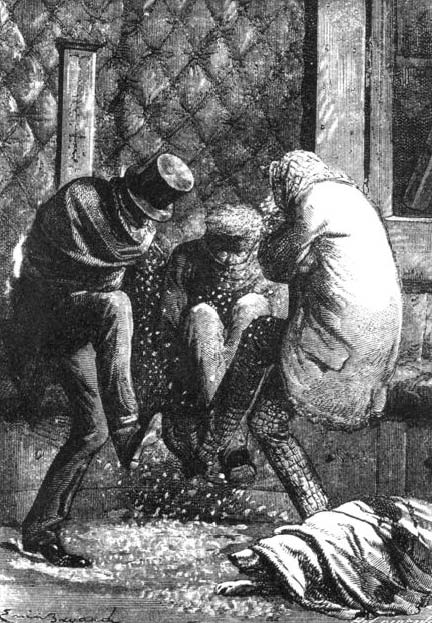
Mindenesetre hideg van.
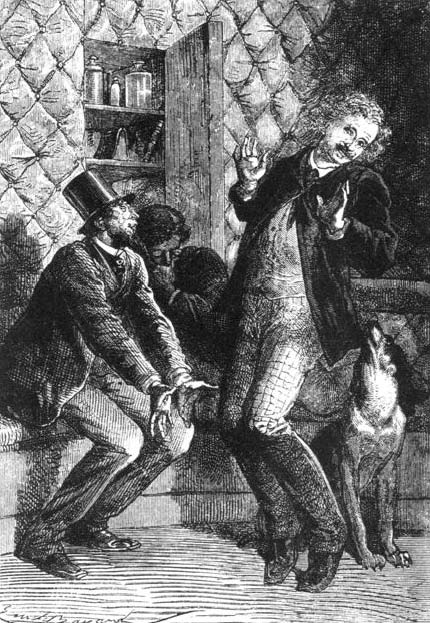
Vitatkoztak.
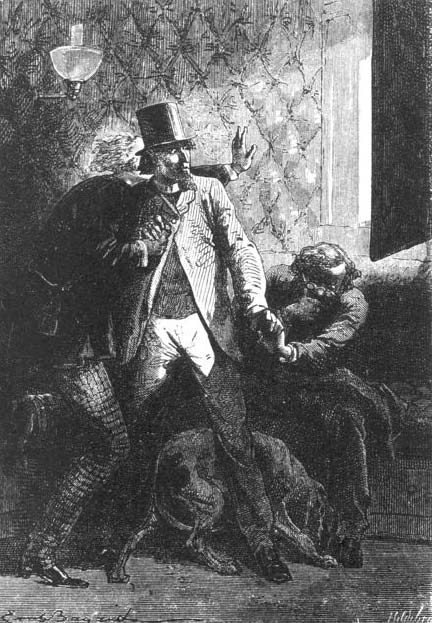
Barbicane megragadta két barátja kezét.
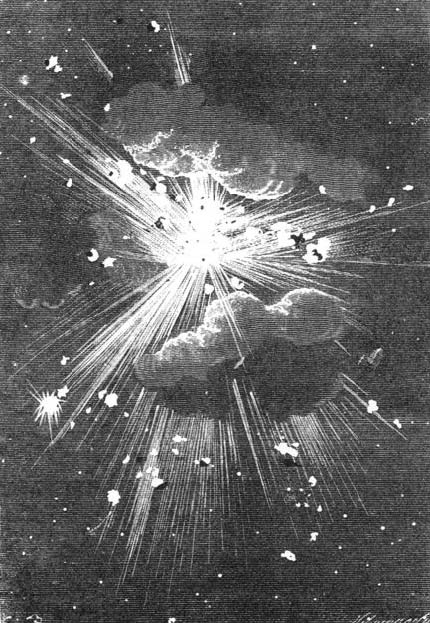
A tűzgolyó mint bomba robbant szét.
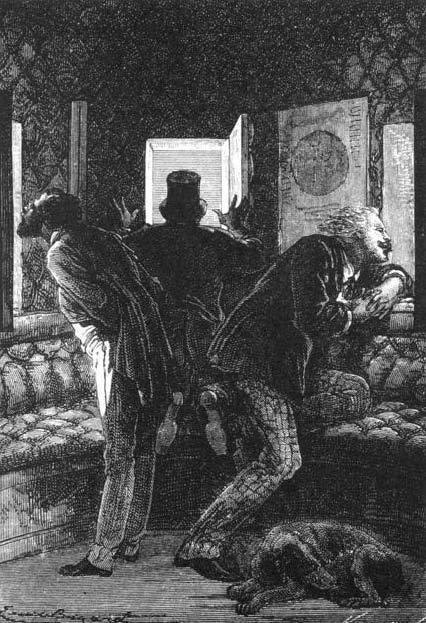
A Nap!
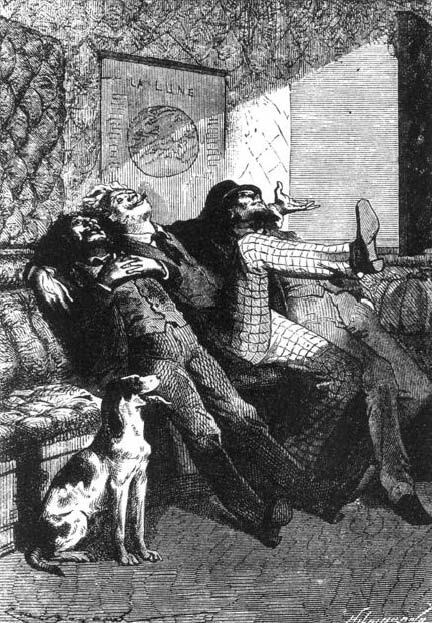
Élvezték a melegnek jótékonyságát.
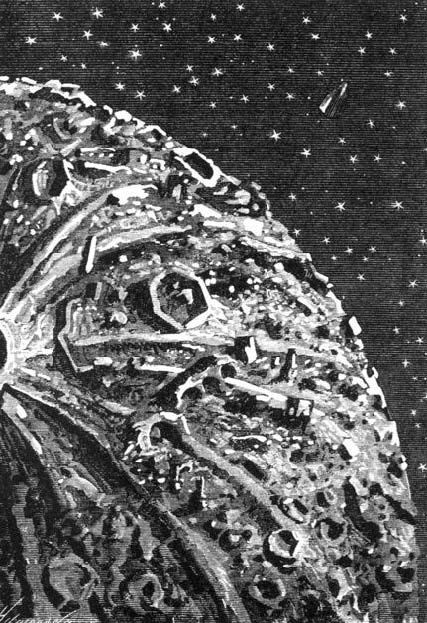
A Hold északi vidéke.
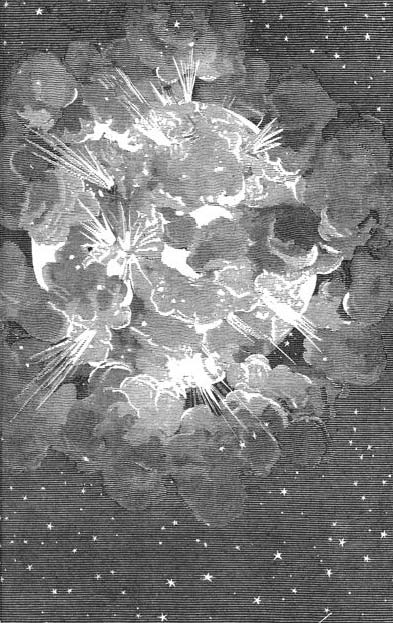
Képzeljétek a Holdat működő krátereivel!
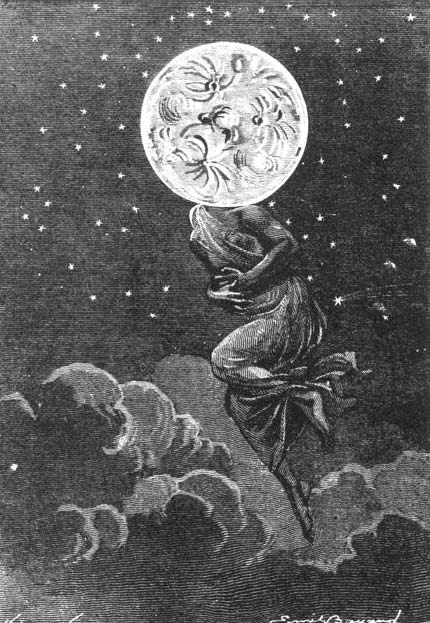
A Hold kólikája.
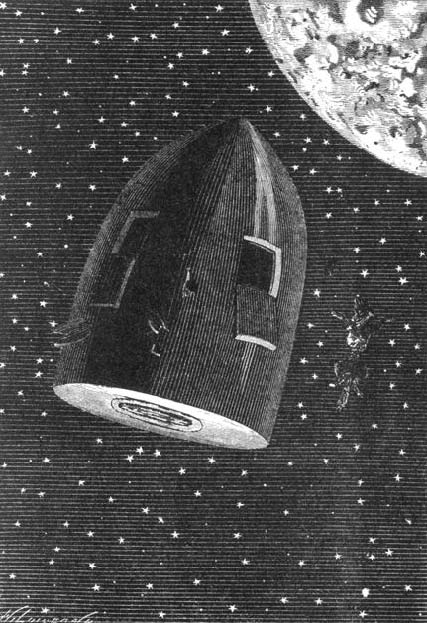
A Hold teljes fényében ragyogott.
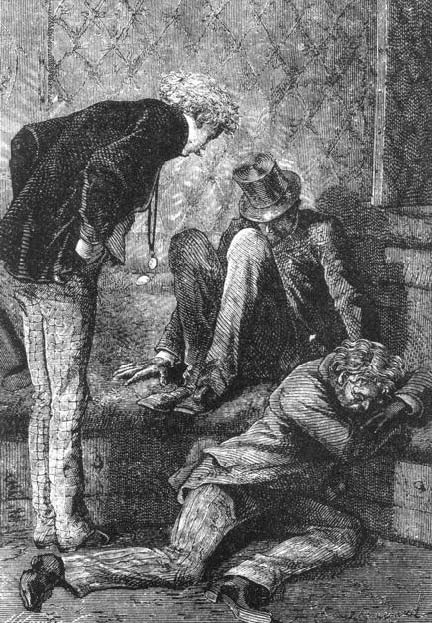
Mindketten csakhamar horkoltak.
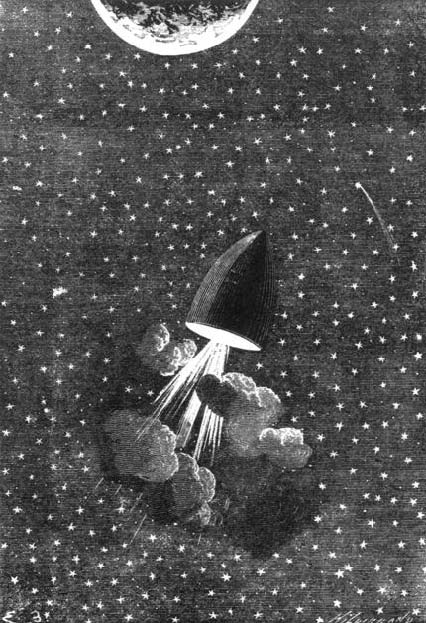
Esünk!
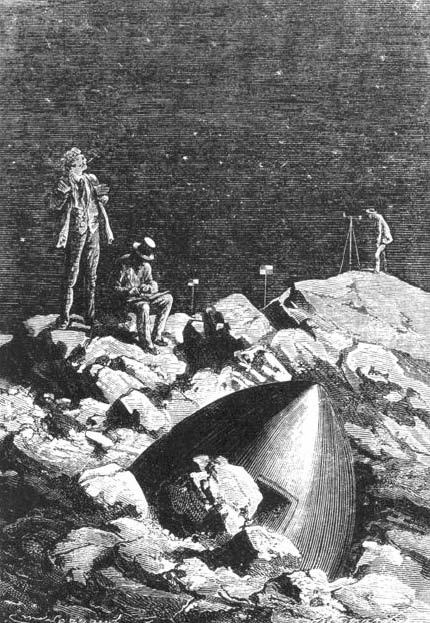
Mintha látnám őket egy holdbéli patak partján.
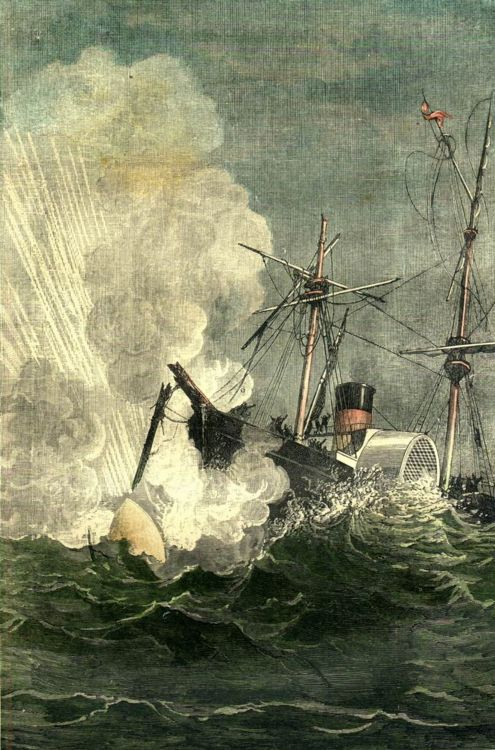
Összezúzta az árbócot.
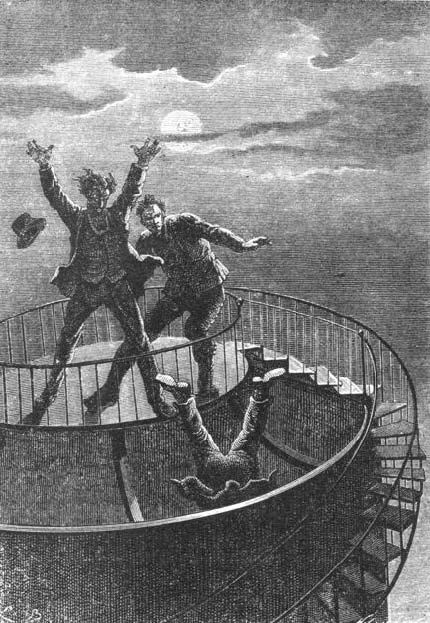
Társa eltűnt a rengeteg csőben.
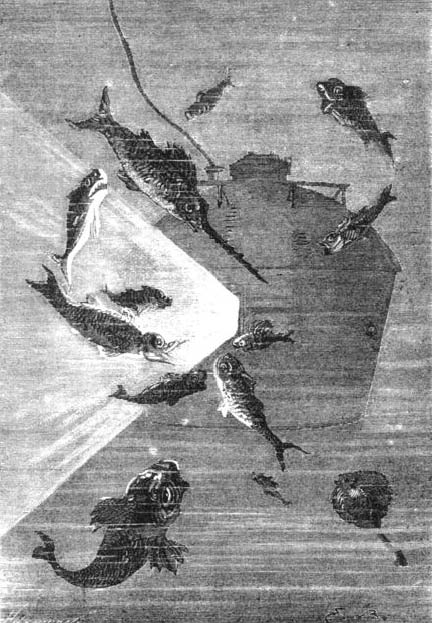
A légkamra eltűnt a tengerben.
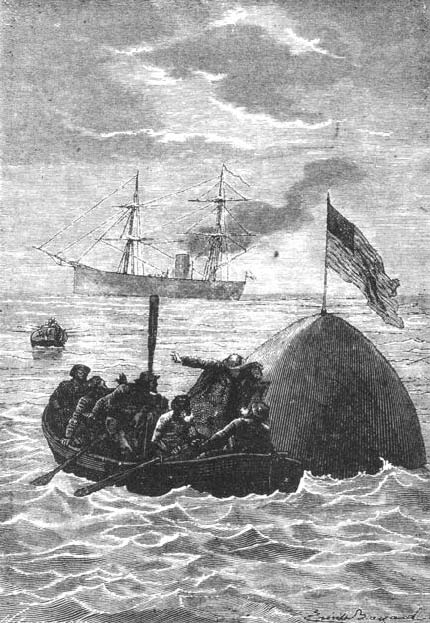
A csolnak odaért.
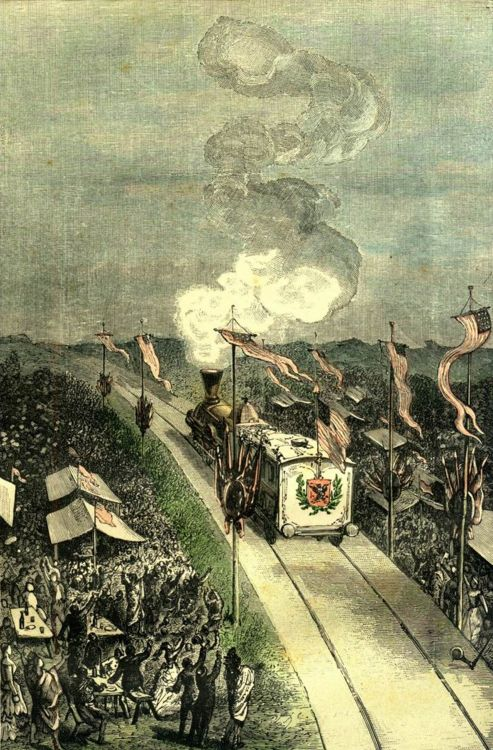
A népet díszlakomáknál találták.

## Magyar kiadások
A felsorolás az Országos közös katalógus és könyvtárközi kölcsönzés adatai alapján készült.
- Utazás a Holdba és a Hold körül, Pest : Heckenast, 1872, a Vasárnapi Ujság[26] 1869. és 1870. évi számaiban közölt részletek alapján.
- Utazás a Holdba és a Hold körül,  fordította: Gaál Mózes, Budapest, Franklin, 1882 (második kiadás), 1895 (harmadik kiadás), 1906 (???. kiadás), 1920 (???. kiadás)
- Utazás a Hold körül, fordította: Balla Károly és Geiger Richárd, Budapest, Magyar Kereskedelmi Közlöny, (191?), a könyv a Verne Gyula Munkái sorozatban jelent meg.
- Utazás a Holdba, közvetlen út 97 óra 20 perc alatt, fordította: Iván Ede és Geiger Richard, Budapest, Magyar Kereskedelmi Közlöny, (192?), a könyv a Verne Gyula összes munkái és a Verne Gyula munkái sorozatban jelent meg
- Utazás a Holdba, közvetlen ut 97 óra és 20 perc alatt, fordította: Iván Ede, Geiger Richard rajzaival, Budapest, Tolnai, (1923), a könyv a Verne Gyula munkái sorozatban jelent meg.
- Utazás a Holdba. Utazás a Hold körül, fordította: Kilényi Mária és Bokros Ferenc, Budapest, Ifjúsági Könyvkiadó és Bratislava, Szlovákiai Szépirodalmi Kiadó, 1956, csehszlovák-magyar közös könyvkiadás
- Utazás a Holdba, Utazás a Hold körül, fordította: Kilényi Mária és Bokros Ferenc, Bukarest, Ifjúsági Kiadó, 1956, román-magyar közös kiadás
- Utazás a Holdba. Utazás a Hold körül, fordította: Kilényi Mária, illusztráció: Gyulai Líviusz, Budapest, Móra Könyvkiadó és Novi Sad, Fórum Kiadó, 1961, közös jugoszláv-magyar kiadás
- Utazás a Holdba. Utazás a Hold körül, fordította: Kilényi Mária, illusztráció: Gyulai Líviusz, Bratislava Madách Kiadó és Budapest, Móra Kiadó, 1970, csehszlovák-magyar közös kiadás
- Utazás a Holdba, Utazás a Hold körül, Budapest : Móra Ferenc Ifjúsági Kiadó, 1976, ISBN 963-11-0535-0, ez a változat érhető el a Magyar Elektronikus Könyvtárban , 1978 ISBN 963-11-0535-0,
- Utazás a Hold körül, fordította: Veressné Deák Éva, sajtó alá rendezte Majtényi Zoltán, illusztráció: Fabó Attila László, Budapest, Unikornis, 1998 ISBN 963-427-268-1,
- Utazás a Holdba. Utazás a Hold körül, Kilényi Mária fordítása alapján átdolgozta Fenyő Áron, Üllő : Regun Press, (2007 vagy 2008), a könyv a Jules Verne összes átdolgozott műve és a Regun ifjúsági könyvtár 4. könyveként jelent meg. ISBN 978-963-7459-82-5
- Utazás a Hold körül, Budapest, Népszabadság Zrt., 2008, ISBN 978 963 9709 65 2,
- Utazás a Hold körül, fordította: Kilényi Mária, Budapest, Népszabadság Kiadóvállalat., 2008, a regény a tizenhat kötetes Verne Gyula-sorozat kilencedik könyve volt, ISBN 978-963-9709-65-2
- Utazás a Holdba. Utazás a hold körül,  fordította: Kilényi Mária, Szeged, Jonatán Könyvmolyképző, 2010, ISBN 978 963 245 166 4